# Cay Sal Bank
Cay Sal Bank est l'un des grands bancs des Bahamas. C'est un grand atoll semi-submergé, composé de 96 cayes réparties sur une surface de 5,226 73 km2. 
C'est le territoire le plus à l'ouest des Bahamas, appartenant administrativement au district de Bimini. Il se situe sur la côte nord de Cuba, à environ 50 km de celle-ci, séparée par le vieux canal de Bahama et à environ 145 km de la pointe sud de South Andros.
Ce grand banc est une plateforme carbonatée et les 96 îlots ne représente qu'à peine
15 km2. 
La plus grande est Cay Sal se trouvant au nord de l'atoll.
Sur le groupe d'Elbow Cays se trouve un phare désaffecté.

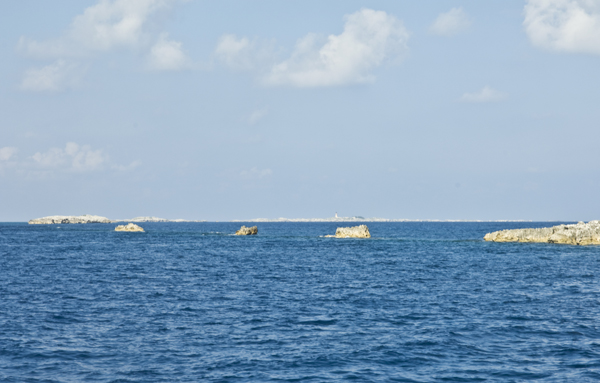